# 페로 제도 크로나
크로나(페로어: króna, 복수형: krónur)는 페로 제도의 통화로 1 크로나는 100 오이루르(oyrur, 단수형: oyra)에 해당된다. 페로 제도 크로나는 독립된 통화가 아닌 덴마크 크로네와 동일한 가치의 통화이기 때문에 덴마크 크로네와 동일한 비율의 고정 환율을 시행한다. 1, 2, 5, 10, 20, 50 크로나 동전과 100, 200, 500, 1,000 크로나 지폐가 통용된다.